# Aparat mieszkowy

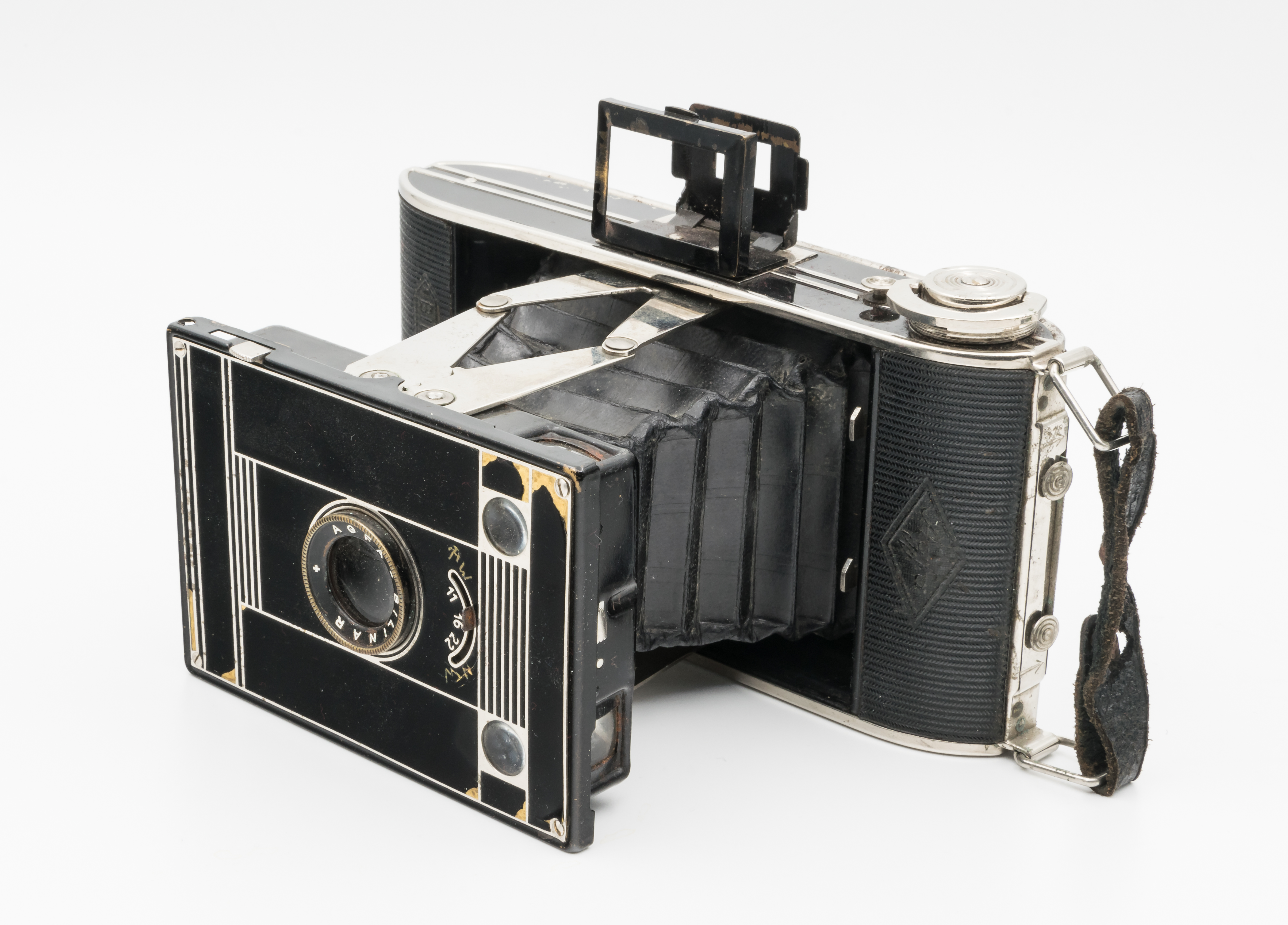
Aparat mieszkowy Agfa Billy-Clack rozłożony

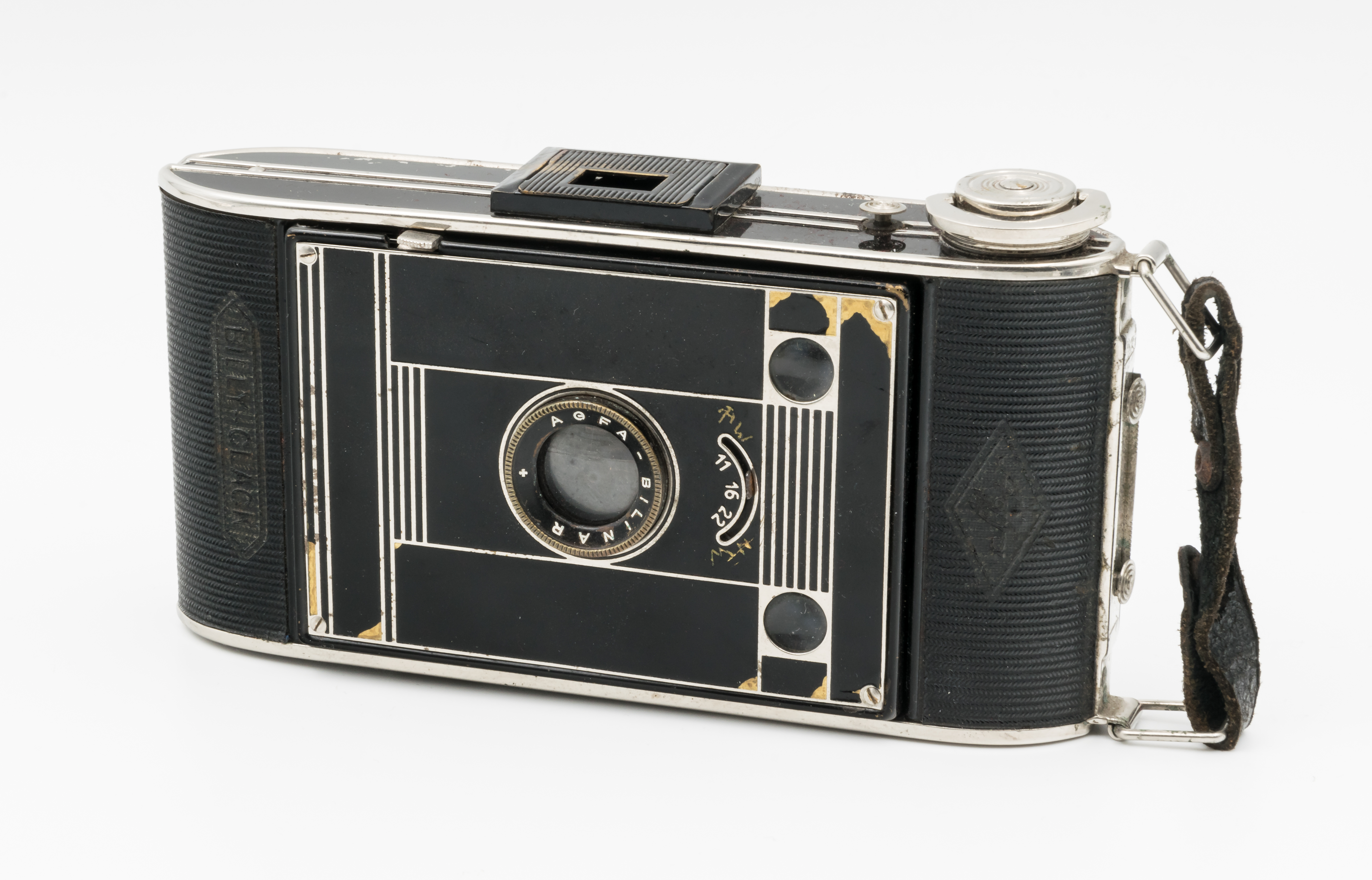
Ten sam aparat złożony

Aparat mieszkowy – rodzaj aparatu fotograficznego, w którego konstrukcji występuje elastyczny mieszek w postaci harmonijki, łączący obudowę obiektywu z korpusem aparatu. Rozwiązanie takie stosowane było niegdyś w aparatach popularnych, obecnie wykorzystywane jest głównie w aparatach wielkoformatowych oraz w aparatach średnioformatowych i w urządzeniach do zastosowań specjalnych.

## Zalety użycia mieszka
- umożliwia zmianę kierunku płaszczyzny obiektywu względem płaszczyzny naświetlania, co jest niezbędne do korekty perspektywy
- umożliwia stosowanie bardzo dużego zakresu ogniskowych, co jest przydatne w makrofotografii
- daje bardzo małą objętość aparatu po złożeniu, co jest szczególnie istotne przy dużych aparatach (średnioformatowych i wielkoformatowych)
- bardzo dobrze chroni aparat po złożeniu umożliwiając wykonanie obudowy całkowicie chroniącej wszystkie newralgiczne elementy.

## Wady użycia mieszka
- delikatna konstrukcja
- w dużych urządzeniach oraz urządzeniach do zastosowań specjalnych występuje konieczność stosowania dodatkowych elementów – prowadnic wraz z towarzyszącym im osprzętem.